# Spanische Badmintonmeisterschaft 2014
Die Spanische Badmintonmeisterschaft 2014 war die 33. Auflage der spanischen Titelkämpfe in dieser Sportart. Sie fand vom 9. bis zum 11. Mai 2014 im Pabellón Universidad in Jaén statt.

## Die Sieger und Platzierten
| Disziplin    | Gold                                | Silber                        | Bronze                               |
| ------------ | ----------------------------------- | ----------------------------- | ------------------------------------ |
| Herreneinzel | Pablo Abián                         | Jesús Lorenzo                 | Juan Manuel Fernandez                |
| Herreneinzel | Pablo Abián                         | Jesús Lorenzo                 | Alejandro Ferrer                     |
| Dameneinzel  | Carolina Marín                      | Beatriz Corrales              | Isabel Fernández                     |
| Dameneinzel  | Carolina Marín                      | Beatriz Corrales              | Laura Primo                          |
| Herrendoppel | Javier Abián Pablo Abián            | Vicent Martinez Eliezer Ojeda | Javier Sánchez Alejandro Toro        |
| Herrendoppel | Javier Abián Pablo Abián            | Vicent Martinez Eliezer Ojeda | David Aboal Bruno Moldes             |
| Damendoppel  | Noelia Jiménez Laia Oset            | Laura Molina Haideé Ojeda     | Miren Josebe Azcue Blanca Ibeas      |
| Damendoppel  | Noelia Jiménez Laia Oset            | Laura Molina Haideé Ojeda     | Inmaculada Aparicio Sandra Chirlaque |
| Mixed        | Alejandro Toro Manuela Díaz Carmona | Alberto Zapico Haideé Ojeda   | Javier Sánchez Marina Fernandez      |
| Mixed        | Alejandro Toro Manuela Díaz Carmona | Alberto Zapico Haideé Ojeda   | Daniel Sánchez Ana Peñas             |